# Indira Radić

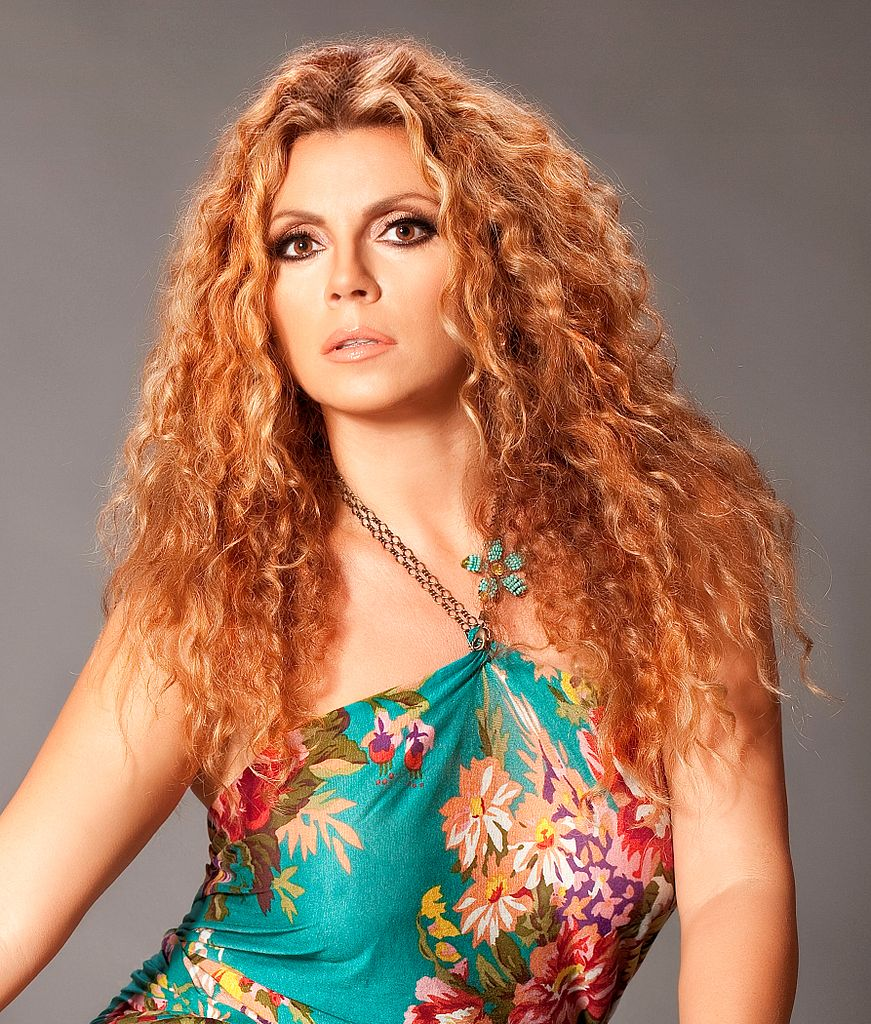
Indira Radić

Indira Radić (serbisk kyrilliska: Индира Радић), född 14 juni 1966 i Doboj, Bosnien och Hercegovina, är en etnisk Serbisk turbofolk-sångerska.
Indira föddes i byn Dragalovci nära staden Doboj med sin pappa Živko och mamma Rosa. Hon fick sitt namn efter den indiska premiärministern Indira Gandhi.
Radić kontaktade skivbolaget Diskos och spelade in sitt första album Nagrada i kazna (Belöning och bestraffning) 1992 med bandet Južni Vetar. Efter att albumet släpptes flyttade hon till Belgrad med sina föräldrar för att bygga upp sin karriär. Hon spelade in två mer album med Južni Vetar, Zbog tebe (På grund av dig) (1993) och Ugasi me (Sätt mig ut) (1994). Senare spelade hon ett album inom PGP RTS vid namn Idi iz života moga (Försvinn ur mitt liv) (1995) och sen inom Zam med albumen Krug (Cirkel) (1996), Izdajnik (Förrädare) (1997) och sen till sist Voliš li me ti (Älskar du mig?) (1998) vilket senare förutsatte henne med många framgångsrika uppträdanden och turnéer.
År 2000, spelade hon in ett album inom Grand Production Milenijum (Millennium). Senare Gde ćemo večeras (Vart ska vi ikväll?) år 2001 och Pocrnela burma (Svärtad vigselring) år 2002, innan hennes övergång till pop-musik året efter.
Några av hennes största hits innan hennes övergång till pop är "Krug", "Osvetnica", "Kafana", "Voliš li me ti", "Lopov" (med Alen Islamović) och "Pocrnela Burma". 2003 hade hon en mängd hits från hennes album "Zmaj". Några av dem var "Moj živote da l' si živ", "Tetovaža", "Bio si mi drag" och låten med samma namn.

## Diskografi
- Nagrada i kazna (Belöning och bestraffning) (1992)
- Zbog tebe (På grund av dig) (1993)
- Ugasi me (Sätt mig ut) (1994)
- Idi iz života moga (Försvinn ur mitt liv) (1995)
- Krug (Cirkel)  (1996)
- Izdajnik (Förrädare)  (1997)
- Voliš li me ti (Älskar du mig?) (1998)
- Milenijum (Millennium) (2000)
- Gde ćemo večeras (Vart ska vi ikväll?) (2001)
- Pocrnela burma (Svärtad vigselring) (2002)
- Zmaj (Drake) (2003)
- Ljubav kad prestane (När kärleken stoppar) (2005)
- Lepo se provedi (Ha så roligt) (2007)
- Heroji (Hjältar) (2008)
- Istok, sever, jug i zapad (Öster, nord, söder och väst) (2011)